# Sindaci di Iași
Di seguito l'elenco dei sindaci di Iași e delle altre figure apicali equivalenti che si sono succedute nel corso della storia.

## Principato di Romania (1864-1881)
- Dimitrie Gusti (24 agosto 1864 - 5 dicembre 1866)
- Teodor V. Tăutu (5 dicembre 1866 - 26 giugno 1868)
- Ioan Antoniadi (3 settembre 1868 - 2 giugno 1869)
- Dimitrie Gusti (18 luglio 1869 - aprilie 1870)
- Teodor V. Tăutu (25 maggio - 25 ottobre 1870)
- Gheorghe Beldiman (24 - novembre 1870)
- Constantin Cristodulo-Cerchez (5 dicembre 1870 - 7 ottobre 1871)
- Dimitrie Gusti (dicembre 1871 - maggio 1872)
- Nicolae Gane (17 giugno 1872 - 19 maggio 1876)
- Grigore Tufescu (19 maggio 1876 - 10 gennaio 1877)
- Scarlat Pastia (11 gennaio 1877 - 3 gennaio 1879)
- Constantin Cristodulo-Cerchez (4 gennaio - 15 aprilie 1879)
- Vasile Pogor (febbraio 1880 - 26 aprilie 1881)

## Regno di Romania (1881-1947)
- Nicolae Gane (27 aprilie - 23 giugno 1881)
- Ioan Ornescu (23 giugno - 13 ottobre 1881)
- Dimitrie Gusti (ottobre 1881 - febbraio 1883)
- Leon Negruzzi (3 febbraio 1883 - 7 dicembre 1886)
- Dimitrie Gusti (dicembre 1886 - marzo 1887)
- Nicolae Gane (4 giugno 1887 - 4 marzo 1888)
- Vasile Pogor (7 giugno 1888 - 7 giugno 1890)
- Pandele Zamfirescu (26 marzo - 7 giugno 1891)
- Constantin Langa (7 giugno 1891 - 30 maggio 1892)
- Vasile Pogor (30 maggio 1892 - 11 novembre 1894)
- Ioan Diamandi (11 novembre 1894 - 19 novembre 1895)
- Nicolae Gane (19 novembre 1895 - 22 aprilie 1899)
- Alexandru A. Bădărău (22 aprilie 1899 - 19 febbraio 1901)
- Constantin B. Pennescu (12 aprilie 1901 - 24 dicembre 1904)
- Gheorghe Lascăr (24 dicembre 1904 - 9 aprilie 1907)
- Petru Poni (9 aprilie - 11 luglio 1907)
- Nicolae Gane (11 luglio 1907 - 6 gennaio 1911)
- Dimitrie A. Greceanu (6 gennaio 1911 - 30 aprilie 1912)
- Gheorghe N. Botez (30 aprilie - 29 dicembre 1912)
- Matei B. Cantacuzino (29 dicembre 1912 - 6 gennaio 1914)
- Alexandru Teodoreanu (6 gennaio - 17 marzo 1914)
- Anastasie Triandafil (17 marzo - 27 aprilie 1914)
- George G. Mârzescu (27 aprilie 1914 - 14 dicembre 1916)
- Mihai Tomida (27 dicembre 1916 - 1918)
- Nicolae A. Racoviță (1918)
- Gheorghe N. Botez (1918)
- Emil R. Cernătescu (1918-1919)
- Constantin Crupenschi (1919-1920)
- Panait Zosin (1920)
- Mihai Negruzzi (23 marzo 1920 - agosto 1921)
- Constantin Climescu (1921)
- Petru Pogonat (agosto 1921)
- Mihai Negruzzi (1921)
- Petru Poni (1922)
- Eugen Herovanu (1922)
- Constantin Toma (febbraio 1922 - 12 marzo 1926)
- Constantin Enășescu (12 marzo - 25 aprilie 1926)
- Neculai Petrea (22 maggio 1926 - 14 ottobre 1927)
- Osvald Racoviță (14 ottobre 1927 - 1 novembre 1929)
- Nicolae Cănănău (3 novembre - 30 dicembre 1929)
- Petru Bogdan (1 gennaio 1930 - marzo 1934)
- Gheorghe Vasiliu-Voina (1934)
- Osvald Racoviță (22 marzo 1934 - 13 febbraio 1938)
- Nicolae N. Gane (1938)
- Mihai Eșanu (13 febbraio - 1 ottobre 1938)
- Constantin Ionescu (10 ottobre 1938 - 10 ottobre 1940)
- Spiridon Poleacu (10 ottobre 1940 - 26 gennaio 1941)
- Constantin Ionescu (26 gennaio 1941 - 2 giugno 1943)
- Constantin N. Ifrim (2 giugno 1943 - 25 agosto 1944)
- Alfred Winkler (5 settembre 1944 - 10 marzo 1945)
- Eduard Lăzărescu (10 marzo 1945 - settembre 1947)

## Repubblica Socialista di Romania (1947-1989)
- Anton Paluga (ottobre 1947 - 20 dicembre 1950)
- Constantin Crăcană (20 dicembre 1950 - marzo 1953)
- Ion Niculi (28 marzo 1953 - 1956)
- Octav Iliescu (1956 - 1959)
- Anghel Negulescu (20 dicembre 1959 - 29 dicembre 1964)
- Gheorghe Filip (1965-1967)
- Gheorghe Cambose (13 marzo 1967 - 20 febbraio 1968)
- Ioan Manciuc (1970 - 27 marzo 1979)
- Eugen Nechifor-Moraru (1979 - 22 novembre 1989)
- Dumitru Nagîț (22 novembre - 22 dicembre 1989)

## Repubblica di Romania (dal 1989)
| Sindaci nominati dal Governo (1989-1992)             | Sindaci nominati dal Governo (1989-1992) | Sindaci nominati dal Governo (1989-1992)   | Sindaci nominati dal Governo (1989-1992)                                   | Sindaci nominati dal Governo (1989-1992) | Sindaci nominati dal Governo (1989-1992) | Sindaci nominati dal Governo (1989-1992) | Sindaci nominati dal Governo (1989-1992) | Sindaci nominati dal Governo (1989-1992) |
| Nominativo                                           | Nominativo                               | Partito                                    | Partito                                                                    | Partito                                  | Partito                                  | Mandato                                  | Mandato                                  | Elezione                                 |
| Nominativo                                           | Nominativo                               | Partito                                    | Partito                                                                    | Partito                                  | Partito                                  | Inizio                                   | Fine                                     | Elezione                                 |
| ---------------------------------------------------- | ---------------------------------------- | ------------------------------------------ | -------------------------------------------------------------------------- | ---------------------------------------- | ---------------------------------------- | ---------------------------------------- | ---------------------------------------- | ---------------------------------------- |
|                                                      | Vasile Dumitriu                          |                                            | Fronte di Salvezza Nazionale                                               | Fronte di Salvezza Nazionale             | Fronte di Salvezza Nazionale             | 25 dicembre 1989                         | 25 agosto 1990                           | –                                        |
|                                                      | Emil Uncheșel                            |                                            | Fronte di Salvezza Nazionale                                               | Fronte di Salvezza Nazionale             | Fronte di Salvezza Nazionale             | 25 agosto 1990                           | 14 giugno 1991                           | –                                        |
|                                                      | Emil Alexandrescu                        |                                            | Fronte di Salvezza Nazionale                                               | Fronte di Salvezza Nazionale             | Fronte di Salvezza Nazionale             | 14 giugno 1991                           | 23 febbraio 1992                         | –                                        |
| Sindaci eletti direttamente dai cittadini (dal 1992) |                                          |                                            |                                                                            |                                          |                                          |                                          |                                          |                                          |
| Nominativo                                           | Nominativo                               | Partito                                    | Partito                                                                    | Coalizione                               | Coalizione                               | Mandato                                  | Mandato                                  | Elezione                                 |
| Nominativo                                           | Nominativo                               | Partito                                    | Partito                                                                    | Coalizione                               | Coalizione                               | Inizio                                   | Fine                                     | Elezione                                 |
|                                                      | Emil Alexandrescu                        |                                            | Fronte di Salvezza Nazionale                                               | Fronte di Salvezza Nazionale             | Fronte di Salvezza Nazionale             | 23 febbraio 1992                         | 4 marzo 1992                             | Elezione 23 febbraio 1992                |
|                                                      | Vasile Dumitriu (ad interim)             |                                            | Fronte di Salvezza Nazionale                                               | Fronte di Salvezza Nazionale             | Fronte di Salvezza Nazionale             | 4 marzo 1992                             | 22 giugno 1992                           | Elezione 23 febbraio 1992                |
|                                                      | Constantin Simirad                       |                                            | Partito Alleanza Civica (fino al 1997)                                     |                                          | Convenzione Democratica Romena           | 22 giugno 1992                           | 16 giugno 1996                           | Elezione 14 giugno 1992                  |
| 16 giugno 1996                                       | Constantin Simirad                       | 18 giugno 2000                             | Partito Alleanza Civica (fino al 1997)                                     | Elezione 1996                            | Convenzione Democratica Romena           |                                          |                                          |                                          |
|                                                      | Constantin Simirad                       | Partito dei Moldavi di Romania (1998-2002) | 18 giugno 2000                                                             | 28 novembre 2003                         | Convenzione Democratica Romena           | Elezione 2000                            |                                          |                                          |
|                                                      | Constantin Simirad                       | Partito Social Democratico (dal 2002)      | 18 giugno 2000                                                             | 28 novembre 2003                         |                                          | Elezione 2000                            | Partito Social Democratico               |                                          |
|                                                      | Gheorghe Nichita (ad interim)            |                                            | Partito Social Democratico                                                 |                                          | Partito Social Democratico               | Elezione 2000                            | 28 novembre 2003                         | 20 giugno 2004                           |
| Gheorghe Nichita                                     |                                          | Partito Social Democratico                 |                                                                            | Partito Social Democratico               | 20 giugno 2004                           | 15 giugno 2008                           | Elezione 2004                            |                                          |
| Gheorghe Nichita                                     | 15 giugno 2008                           | Partito Social Democratico                 | 10 giugno 2012                                                             | Partito Social Democratico               | Elezione 2008                            |                                          |                                          |                                          |
| Gheorghe Nichita                                     |                                          | Partito Social Democratico                 | Unione Social-Liberale (fino al 2014) Unione Social Democratica (dal 2014) | 10 giugno 2012                           | 25 maggio 2015                           | Elezione 2012                            |                                          |                                          |
|                                                      | Mihai Chirica (ad interim)               |                                            | Partito Social Democratico                                                 |                                          | Unione Social Democratica                | Elezione 2012                            | 25 maggio 2015                           | 24 giugno 2016                           |
| Mihai Chirica                                        |                                          | Partito Social Democratico (fino al 2018)  |                                                                            | Partito Social Democratico               | 24 giugno 2016                           | 27 settembre 2020                        | Elezione 2016                            |                                          |
| Mihai Chirica                                        |                                          | Indipendente (2018-2020)                   |                                                                            | Partito Nazionale Liberale               | 24 giugno 2016                           | 27 settembre 2020                        | Elezione 2016                            |                                          |
| Mihai Chirica                                        |                                          | Partito Nazionale Liberale (dal 2020)      |                                                                            | Partito Nazionale Liberale               | 27 settembre 2020                        | in carica                                | Elezione 2020                            |                                          |